# 1640 en musique classique
| \| • Retour à la chronologie générale de la musique classique • \| |
| Grèce • Rome • Haut Moyen Âge • VIIIe siècle • IXe siècle • Xe siècle • XIe siècle XIIe siècle • XIIIe siècle • XIVe siècle • XVe siècle • XVIe siècle • XVIIe siècle XVIIIe siècle • XIXe siècle • XXe siècle • XXIe siècle |
| • Retour à la chronologie générale de la musique classique • |

| Années en musique classique : 1637 - 1638 - 1639 - 1640 - 1641 - 1642 - 1643    |
| Décennies en musique classique : 1610 - 1620 - 1630 - 1640 - 1650 - 1660 - 1670 |

Cet article présente les faits marquants de l'année 1640 en musique classique.

## Événements
- Apparition de la cantate à Rome vers 1640-1650, autour de Giacomo Carissimi et de Luigi Rossi.
- Il ritorno d'Ulisse in patria, opéra de Claudio Monteverdi est joué à Venise en février.

## Œuvres
- Kruisbergh, de Vondel, mis en musique par Cornelis Padbrué.

## Naissances

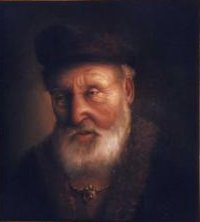
Monsieur de Sainte-Colombe

- 5 janvier : Paolo Lorenzani, compositeur italien ayant vécu en France († 28 octobre 1713).
- 4 avril : Gaspar Sanz, compositeur et guitariste espagnol († 1710).
- 8 août : Amalia Catharina, poète et compositrice allemande († 4 janvier 1697 (à 56 ans)).
- 4 novembre : Carlo Mannelli, violoniste, compositeur et castrat italien († 6 janvier 1697).
- 26 décembre : Charles Rosier, violoniste et compositeur originaire de la principauté de Liège († 12 décembre 1725).

Date indéterminée :
- Matteo Noris, librettiste d'opéras italien († 6 octobre 1714).

Vers 1640 :
- Antonia Bembo, compositrice et cantatrice italienne († vers 1720).
- Cristofaro Caresana, compositeur italien († 1709).
- Augustin Dautrecourt, dit Jean de Sainte-Colombe, compositeur et joueur de viole français († vers 1700).
- Carel Hacquart, compositeur néerlandais d'origine flamande († 1701).
- Jean Mignon, compositeur français († 1710).
- Carlo Pallavicino, compositeur italien († 22 janvier 1688).
- André Raison, organiste et compositeur français († 1719).
- Maria Francesca Nascinbeni, compositrice italienne († 1680).

## Décès

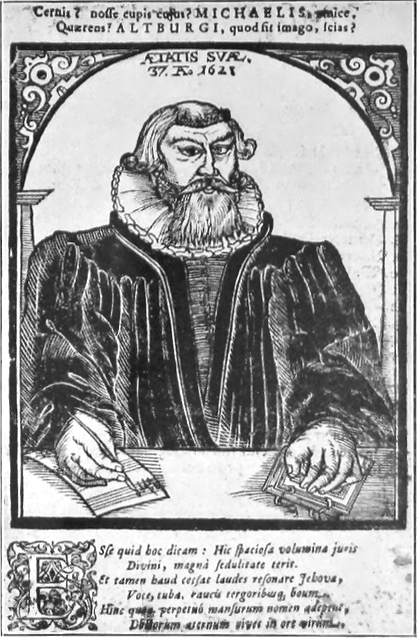
Michael Altenburg

- 12 février : Michael Altenburg, théologien protestant et compositeur allemand (° 27 mai 1584).
- 8 mars : Guilielmus Messaus, compositeur flamand (baptisé le 2 juillet 1589).
- mars : Samuel Mareschal, compositeur et organiste des Pays-Bas espagnols (° vers 1554).
- 10 avril : Agostino Agazzari, compositeur italien (° 2 décembre 1578).
- 25 novembre : Giles Farnaby, compositeur anglais (° 1560).

Date indéterminée :
- John Adson, compositeur, joueur de flûte à bec et de cornet à bouquin britannique (° 1585).
- Adriana Baroni-Basile, cantatrice italienne (° vers 1580).
- Francisca Duarte, chanteuse judéo-flamande (° vers 1595).
- Herman Hollanders, compositeur néerlandais (° vers 1595).